# Central Puerto
Central Puerto S.A. es una empresa energética argentina, que participa en el desarrollo de la generación de energía tanto a nivel nacional como internacional. Es una compañía pública integrante del índice S&P Merval del mercado de valores de Buenos Aires.

## Historia
El 1 de abril de 1992, se constituyó como resultado de la política de privatizaciones llevada a cabo por el gobierno de Domingo Cavallo dejó de pertenecer a la sociedad estatal y al patrimonio público tras la venta de  Servicios Eléctricos del Gran Buenos Aires (SEGBA) privatización se enmarcó en la Ley N° 24 065.
En 1994, empieza a operar la Central Hidroeléctrica Piedra Del Águila en Neuquén. Con una potencia instalada de 1440 MW.
En 2018, empezó la generación de Energía eólica con la operación de los parques eólicos Achiras en Córdoba. Con una potencia instalada de 48 MW.[cita requerida]
En 2024, empieza a operar la Central termoeléctrica Brigadier López en Santa Fe, este mismo año emprezo la construcción del Parque fotovoltaico San Carlos en Salta.